# ジョセフ・ユーリー・クロフォード
ジョセフ・ユーリー・クロフォード（英: Joseph Ury Crawford、1842年 - 1924年11月21日）は明治時代にお雇い外国人として来日したアメリカ合衆国の鉄道技術者である。

## 経歴・人物
ペンシルベニア州の生まれ。ペンシルベニア州大学卒業後、南北戦争の時には北軍に従軍した。終戦後は鉄道会社に勤め、明治11年（1878年）北海道の開拓使として来日し、開拓使の顧問を務めた。
明治14年（1881年）に任期満了となり、帰国するまで幌内鉄道の手宮 - 札幌間の鉄道敷設工事を指導した。同区間以外にも高崎 - 東京 - 青森間の鉄道敷設工事も指導した。また、クロフォードの母国から機関車等を購入し、多くの技術者を雇った。